# FAW 지에팡
FAW 지에팡(영어: FAW Jiefang, 중국어: 一汽解放汽车有限公司)은 중국 길림성 창춘시에 본사를 둔 화물자동차 제조 회사이자 디이 자동차가 전체 지분을 소유한 자회사이다.
2003년에 설립되었으며 이 회사는 22,000명 이상의 직원이 있다. 500대 이상의 다양한 5~30톤 트럭 모델을 제작하고 있으며 연간 생산능력은 약 20만대 정도이다.